# Drang nach Osten
Drang nach Osten ist ein politisches Schlagwort aus der nationalistischen Diskussion des 19. Jahrhunderts. Seine genaue Herkunft ist unbekannt. Als erster schriftlicher Beleg wird häufig ein offener Brief des polnischen Publizisten Julian Klaczko an Georg Gervinus aus dem Jahre 1849 genannt; Klaczko benutzte jedoch nicht die Formulierung „Drang“, sondern, in gleichem Sinne, „Zug nach Osten“. Der Begriff begann im Umfeld der intellektuellen, später auch politischen, Auseinandersetzung um die Zielrichtung deutscher Außenpolitik eine Rolle zu spielen. Im 20. Jahrhundert war er vor allem in der polnischen, sowjetischen und tschechoslowakischen Geschichtsschreibung zur Umschreibung des „deutschen Expansionsdrangs“ nach Osten von Bedeutung.
In der deutschen Bevölkerung blieb, im Gegensatz zu Institutionen wie dem Alldeutschen Verband oder dem Deutschen Ostmarkenverein, das Schlagwort „Drang nach Osten“ im Allgemeinen unbekannt. Geläufiger war als Kehrseite der Medaille die Vorstellung von der „asiatischen“, später bolschewistischen „Gefahr aus dem Osten“.

## Geschichte des Begriffs vor dem Hintergrund deutscher Auswanderung
Programmatische Gestalt nimmt der Begriff bei der Gründung des Alldeutschen Verbandes 1891 an, als es im Verbandsorgan gleich heißt: „Der alte Drang nach dem Osten soll wiederbelebt werden.“ 1886 hatte einer der alldeutschen Wortführer mit langer Wirkung, Paul de Lagarde, propagiert: „Wir brauchen Land vor unserer Tür, im Bereich des Groschenportos. Will Rußland nicht, so zwingt es uns zu einem Enteignungsverfahren, das heißt zum Kriege, zu dem wir so von alters her jetzt nicht vollständig aufzuzählende Gründe auf Lager halten. […] neun Zehntel aller Deutschen lebt dann auf einer eigenen Hufe, wie seine Ahnen es taten […].“ 1875 hatte er die „allmähliche Germanisierung Polens“ als Hauptziel deutscher Außenpolitik festgelegt. Der Schriftsteller Gustav Freytag hatte um die Jahrhundertmitte schon zur deutschen Ansiedlung in polnischem Gebiet aufgerufen, ähnlich den Squattern im amerikanischen Indianerland. Das geschah im Zusammenhang der europäischen imperialistischen Diskussion, an der sich vorläufig nur Intellektuelle, nicht aber die Politik des erst 1871 gegründeten deutschen Nationalstaats beteiligten. Mangels imperialistischer Politik wurde die mittelalterliche Deutsche Ostsiedlung, die ohne politische Vorgaben durch das Reich selbstläufig vonstattengegangen war, zur „Ostkolonisation“ aufgewertet und sollte jetzt imperialistisch „wiederbelebt“ werden. Ziel war, den millionenstark gewordenen Auswandererstrom nach Amerika in die kontinentale Gegenrichtung, nämlich das angrenzende Osteuropa umzulenken und damit in deutscher Nachbarschaft zu halten und das Vaterland zur europäischen Großmacht auszuweiten. Das war bereits das vergebliche Bestreben des amerikaerfahrenen Nationalökonomen Friedrich List (1789–1846), der sich in preußischem Auftrag um Ansiedlungen in den polnischen Grenzgebieten bemühen wollte. Denn es gab im Unterschied zu den westlichen Nachbarn keinen deutschen Nationalstaat, der die Interessen hätte bündeln und vertreten können. Ein maßgeblicher Teil dieser Diskussion spielte sich im 1859 entstandenen und sich bis weit ins 20. Jahrhundert erstreckenden Sybel-Ficker-Streit ab. In seiner Folge wurde in der preußisch-nationalistischen Diskussion vor allem auf Heinrich I. (919–936) als historischer Vorläufer grenznaher „Ostkolonisation“ verwiesen. Friedrich Ratzel prägte in einer Studie von 1901 den Begriff „Lebensraum“ und nahm damit die Diskussion um kontinentale „Grenzkolonisation“ als Alternative zur transatlantischen Kolonisation auf. Diese Argumentation sollte später als ideologische Grundlage des gegen osteuropäische Völker gerichteten nationalsozialistischen Konzepts des Lebensraums im Osten dienen.
Die auswanderungswillige deutsche Bevölkerung hatte jedoch an kontinentaler „Grenzkolonisation“, d. h. an der Neuansiedlung in slawisch geprägten oder rein slawischen Gebieten im 19. Jahrhundert im Unterschied zur mittelalterlichen Ostsiedlung kaum Interesse, auch die preußische nicht. Denn seitdem William Penn 1683 in Worms um Auswanderer für seine Kolonie Pennsylvanien geworben hatte und er „Entvölkerer Deutschlands“ genannt wurde, begann die deutsche Überseewanderung, „der große, ununterbrochene Exodus von Deutschland nach dem angelsächsischen Nordamerika“ (Franz Schnabel). So musste die alldeutsche Forderung, den „alten Drang nach dem Osten“ wiederzubeleben, über Jahrzehnte leere Propaganda bleiben. Dafür wurden die Millionen, die weiterhin den Atlantik überquerten, als vaterlandsabtrünnig verachtet und des „Amerikafiebers“ und der „Auswanderungssucht“ bezichtigt, ohne dass man ihrer sozialen und politischen Not, die sie außer Landes trieb, Einhalt gebot.

## Die Polenfrage in der Frankfurter Paulskirche 1848
Die in der Frankfurter Paulskirche am 24. Juli 1848 vorgebrachte Äußerung des ostpreußischen Abgeordneten Carl Friedrich Wilhelm Jordan zur Frage des als Staat aufgelösten und unter Preußen, Österreich und Russland aufgeteilten Polen zeigt ein auf Preußen beschränktes Engagement. Sie zielt nicht auf Ausweitung nach Osten, sondern auf Besitzstandswahrung innerhalb der besetzten Gebiete. Die Geringschätzung und Verachtung der slawischen Nachbarn ist dabei Programm:
- „Unser Recht ist kein anderes Recht als das Recht des Stärkeren, das Recht der Eroberung. Ja, wir haben erobert, aber diese Eroberungen sind auf einem Wege, auf eine Weise geschehen, daß sie nicht mehr zurückgegeben werden können.“
- „Die Übermacht des deutschen Stammes gegen die meisten slavischen Stämme, vielleicht mit alleiniger Ausnahme des russischen, ist eine Thatsache, die sich jedem unbefangenen Beobachter aufdrängen muß, und gegen solche […] naturhistorischen Thatsachen läßt sich mit einem Decrete im Sinne der cosmopolitischen Gerechtigkeit schlechterdings nichts ausrichten.“
- „Der letzte Act dieser Eroberung, die viel verschrieene Theilung Polens, war nicht, wie man sie genannt hat, ein Völkermord, sondern weiter nichts als die Proclamation eines bereits erfolgten Todes, nichts als die Bestattung einer längst in der Auflösung begriffenen Leiche, die nicht mehr geduldet werden durfte unter den Lebendigen.“[7]

Damit kritisierte Jordan die Fürsprecher der Wiederherstellung eines unabhängigen polnischen Nationalstaates und deren Unterstützung des polnischen Freiheitskampfes (u. a. die westdeutschen Robert Blum, der Dichter August Graf von Platen mit seinen „Polenliedern“ oder Johann Georg August Wirth und Philipp Jakob Siebenpfeiffer, beides Organisatoren und Hauptredner beim „Hambacher Fest“, wo die deutsche neben der französischen und polnischen Nationalfahne wehte). Jordan war sich dabei bewusst, dass die mittelalterliche Ausweitung nach Osten seit dem 10. Jahrhundert auf Kosten der Slawen gegangen war.
Viele slawische Männer wurden in den anfänglichen kriegerischen Auseinandersetzungen getötet, Frauen und Kinder über Jahrhunderte als wichtiges Wirtschaftsgut im Tausch für orientalische Waren von den westlichen Feudal- und Kriegsherren in die arabische Sklaverei verkauft (Slawe = Sklave); das Zentrum des mitteleuropäischen Sklavenhandels mit den orientalischen Ländern war laut Ibrahim ibn Yaqub das slawische Prag.
Bei der im 12. Jahrhundert einsetzenden Ostsiedlung ging es in der Regel friedlicher zu, zumal sie stellenweise auch auf östliche Anwerbung hin erfolgte und auf die Erschließung unbewohnter Gebiete zielte. Der mit ihr einhergehende technische und wirtschaftliche Aufschwung zeigte sich vor allem in Landwirtschaft, Handel, Verkehr und Städtebau, so dass sich die (deutschen) Neuankömmlinge mehr und mehr in der Rolle westlicher „Kulturbringer“ sahen. Ihr Einfluss war groß und über weite Strecken erwünscht, führte andererseits aber auch zu einem Zurückdrängen der slawischen Bevölkerung und ihrer Interessen. Mit Blick auf die östliche Grenze des Ostfrankenreichs unter Heinrich I. im 10. Jahrhundert erklärte Jordan deshalb: „Wenn wir rücksichtslos gerecht sein wollten, dann müßten wir nicht bloß Posen herausgeben, sondern halb Deutschland. Denn bis an die Saale und darüber hinaus erstreckte sich vormals die Slawenwelt.“

## Deutsche Feindbilder vom Osten seit „Turnvater“ Jahn
Hauptsächlicher Grund für das Fehlen des Schlagwortes vom „deutschen Drang nach Osten“ in deutscher Wahrnehmung dürfte neben der Tatsache, dass der „deutsche Osten“ eine vorwiegend preußisch besetzte Angelegenheit blieb und jenseits der preußischen Grenzen kaum ein Echo fand, vor allem der Umstand sein, dass sogar in der Zeit des Nationalsozialismus der Begriff als fragwürdige „Propagandalosung“ (Max Hildebert Boehm, 1936) ausgegeben werden konnte.

An die Stelle des „Dranges nach Osten“ traten umgekehrt „alptraumartige Vorstellungen“ von einem russischen „Drang nach Westen“ bzw. einer (russischen) „Gefahr aus dem Osten“, die ebenfalls in der Tradition des 19. Jahrhunderts standen und gekoppelt waren an die immer wieder dargestellten Einfälle asiatischer Völker seit der Völkerwanderung nach Mitteleuropa. Die Vorstellung einer kontinuierlichen Gefahr aus dem Osten bzw. aus „Asien“ ergänzte seither spiegelbildlich die osteuropäische Wahrnehmung eines angeblich naturgegebenen „deutschen Drangs nach Osten“. Seit der Entdeckung des Nibelungenliedes im 18. Jahrhundert, das im 19. Jahrhundert zum Nationalepos der Deutschen aufgewertet wurde und in dem Attila/Etzel eine Schlüsselrolle spielt, werden in der Folge von weitverbreiteten und vielfältigen Aufarbeitungen des Nibelungenstoffes immer wieder Schreckensvisionen einer drohenden Invasion aus „Asien“ entworfen, denen zu begegnen ist. Heinrich I., der die verheerenden Ungarneinfälle im Kampf gegen diese „Asischen Horden“ siegreich beendete, wird z. B. von Friedrich Ludwig Jahn in seinem Buch vom „Deutschen Volksthum“ als vielgerühmter „Staatsretter“ verehrt, dem er auf seiner Turnermarke ein erstes nationales Denkmal setzte.
Alle durch Jahrhunderte voneinander getrennten Invasionen der verschiedenen Völker aus dem asiatischen Raum – Hunnen, Awaren, Magyaren, Mongolen und projektiv der Kommunismus oder „jüdische Bolschewismus“ – werden schließlich unterschiedslos an die „Hunnen“ gebunden (zu denen im 20. Jahrhundert aus westeuropäischer und vor allem angloamerikanischer Sicht auch die Deutschen gezählt werden können). Aus deutscher Sicht konnte Heinrich Himmler, der am heftigsten nach Osten „drängte“, dem aber die Rede vom „Drang nach Osten“ so wie auch Hitler trotz seiner Lebensraumvorstellungen im Osten fremd blieb, auf diese Vorstellungen zurückgreifen, als er 1941 die SS für den Russlandfeldzug motivieren wollte: 

„Wenn Ihr, meine Männer, dort drüben im Osten kämpft, so führt Ihr genau denselben Kampf, den vor vielen, vielen Jahrhunderten, sich immer wiederholend, unsere Väter und Ahnen gekämpft haben. Es ist derselbe Kampf gegen dasselbe Untermenschentum, dieselben Niederrassen, die einmal unter dem Namen der Hunnen, ein andermal, vor 1.000 Jahren zur Zeit König Heinrichs und Ottos I., unter dem Namen Magyaren, ein andermal unter dem Namen der Tataren, wieder ein andermal unter dem Namen Dschingis Khan und Mongolen angetreten sind. Heute treten sie unter dem Namen Russen mit der politischen Deklaration des Bolschewismus an.“

Von welcher Dauer die Tradition der Vorstellung von der Bedrohung durch die „asiatischen Horden“ in der deutschen Wahrnehmung war, zeigen noch die Wahlplakate westdeutscher Parteien 1949 und im „Kalten Krieg“ 1953 und 1972, auf denen ein aus dem asiatischen Raum stammendes schlitzäugiges Gesicht unter einer mit Hammer und Sichel versehenen Pelzmütze Europa bedroht. (Unter der Überschrift „Der Staat Gasprom – Putins Energie-Imperium“ lehnt sich das Titelbild in „Der Spiegel“ Nr. 10 vom 5. März 2007 an die Plakate von 1953 und 1972 an, indem in den Sowjetstern auf Putins Pelzmütze das „Gasprom“-Logo eingelassen ist.)

## Die osteuropäische Diskussion
Der polnische Journalist Julian Klaczko reagierte 1849 mit seiner Erwähnung des deutschen „Zuges nach dem Osten“ auf die Polendiskussion in der deutschen Nationalversammlung in der Paulskirche von 1848. Später verbreitete sich der Begriff in Russland, ausgehend von einem Leserbrief an die Moskauer Zeitung Moskowskije Wedomosti im Jahre 1865. So etablierte sich der Begriff „Drang nach Osten“ bereits Ende des 19. Jahrhunderts in der nationalistischen Propaganda der panslawistischen Bewegung. Von hier aus fand das Schlagwort ab den 1870er und 1880er Jahren über polnische Emigranten, zu denen auch Julian Klaczko gehörte (→ Hôtel Lambert), Eingang in die französische Presse sowie zunehmend in die Geschichtsschreibung. In Deutschland war der Begriff, trotz seiner Verwendung im Gründungsaufruf des Alldeutschen Verbandes, kaum bekannt.
Das polnische und russische Konzept vom „deutschen Drang nach Osten“ schließt historisch weit auseinanderliegende und unterschiedliche Vorgänge ein: von der mittelalterlichen deutschen Ostsiedlung, die im Ostseeraum von der Ausbreitung der Hanse und den Eroberungen des Deutschen Ordens begleitet war, über die Teilungen Polens und die Germanisierungspolitik in Preußen im 19. Jahrhundert bis hin zur Ausrottungspolitik des Nationalsozialismus in Osteuropa. Für diese Sichtweise waren Äußerungen wie die von Wilhelm Jordan, Bücher von Gustav Freytag und anderer Repräsentanten vorwiegend preußischer Ostinteressen mitverantwortlich, aber eben auch die nicht zu übersehende Anwesenheit deutschsprachiger Einwohner in den osteuropäischen Gebieten seit dem Mittelalter.
Während des Ersten Weltkriegs waren es z. B. Tomáš Garrigue Masaryk und Roman Dmowski, die vom „deutschen Drang nach Osten“ sprachen, um bei den Westmächten für die Unabhängigkeit ihrer Länder zu streiten. Nach dem Überfall Nazideutschlands auf die Sowjetunion wurde das Schlagwort zunehmend in der sowjetischen Propaganda verwendet. Bis heute ist es Teil der Geschichtsschreibung der osteuropäischen Länder, während es in deutschen Enzyklopädien nach wie vor völlig fehlt. In Deutschland hatte sich stattdessen der Romantitel von Hans Grimm „Volk ohne Raum“ (1926) zum geflügelten Wort entwickelt und bündelte die Vorstellungen von Expansion besser, weil es den für Deutsche wenig attraktiv gebliebenen Osten unausgesprochen ließ. Denn auch die von Himmler im Rahmen des Generalplans Ost 1942 geplanten „Umvolkungs“- und Besiedlungsmaßnahmen mussten im Verlauf des Zweiten Weltkriegs aufgegeben werden. So blieb einziges Resultat aller Expansionsbestrebungen der an die Siedlungsvorbereitungen gekoppelte Völkermord.
Der polnische Deutschlandpublizist Edmund Osmańczyk äußerte sich 1948 zu dem, was er „prussifizierten Hitlerismus“ nannte: „Der Hitlerismus ist […] ein durch Hass auf die slawischen Nationen potenzierter deutscher Nationalismus. Seine Genealogie müsse man in der Geschichte der Beziehungen Deutschlands zu seinen slawischen Nachbarn suchen. Der Hitlerismus habe sich in der deutschen Nation während eines Jahrtausends herausgebildet. Der Drang nach Osten, durch die Mordtaten Markgraf Geros unter den Elbslawen eingeleitet, sei der Beginn des Hitlerismus gewesen. […] Diese Heraushebung des ‚Dranges nach Osten‘ war bei Osmańczyk nicht mit einer monolithischen Sicht der deutschen Nation und ihrer Geschichte verbunden. Er betrachtete den ‚Drang nach Osten‘ weniger als einen Ausdruck der ‚deutschen Seele‘, sondern betonte die unheilvolle Wirkung dieses als historisches Axiom gesehenen Motivs auf die Entwicklung der deutschen Nation.“ Dabei habe Preußen die zentrale Rolle gespielt. Die Oder-Neiße-Grenze wurde dann entsprechend gedeutet, nämlich als Kennzeichen der nach tausendjährigem Verlust „wiedergewonnenen Gebiete“, wofür Roman Dmowski (1864–1939) als polnischer Politiker sein Leben lang gewirkt hatte und was dann im „Ministerium für die Wiedergewonnenen Gebiete“ im Oktober 1945 amtlich wurde. Zygmunt Wojciechowski übernahm am wirkungsvollsten und folgenreichsten die Sichtweise Dmowskis und vertrat sie bis 1955 in dem 1945 in Posen gegründeten und von ihm geleiteten West-Institut. (Siehe hierzu auch Polnische Westforschung.)
Indessen bleibt das Schlagwort in der slawischen Geschichtsschreibung erhalten, wenn es in einem 1983 in Prag auf Deutsch erschienenen Buch mit dem Titel Die Welt der alten Slawen im Kapitel Die Tragödie des nordwestlichen Zweiges heißt: „Deshalb kam es auch 919 zu einer großen historischen Wende, als der Sachsenherzog Heinrich der Vogler zum deutschen König gewählt wurde. Mit seinem Namen verbindet sich der eigentliche Auftakt jenes ‘Dranges nach Osten’, der neun Jahre später eingeleitet wurde.“